# Umut Bozok
Umut Dilan Bozok (Saint-Avold, Francia, 19 de septiembre de 1996) es un futbolista turco que juega como delantero en el Eyüpspor de la Superliga de Turquía.

## Selección nacional
El 25 de septiembre de 2022 debutó con la selección de Turquía en un partido de la Liga de Naciones de la UEFA 2022-23 ante Islas Feroe que perdieron por dos a uno.

## Clubes
| Club                        | País    | Año       |
| --------------------------- | ------- | --------- |
| GS Consolat                 | Francia | 2016-2017 |
| Nîmes Olympique             | Francia | 2017-2019 |
| F. C. Lorient               | Francia | 2019-2022 |
| E. S. Troyes A. C. (cedido) | Francia | 2021      |
| Kasımpaşa S. K. (cedido)    | Turquía | 2021-2022 |
| Trabzonspor                 | Turquía | 2022-2025 |
| Eyüpspor                    | Turquía | 2025-     |